# 문명 V
《시드 마이어의 문명 V》(영어: Sid Meier's Civilization V)는 문명 시리즈의 5번째 작품이다. 북미 지역은 2010년 9월 21일, 그 외 지역은 2010년 9월 24일 컴퓨터 게임으로 출시되었다. 2010년 10월에 한국내 게임시장 및 소셜 네트워크에서 돌풍을 불러오기도 했다. 새롭게 개발된 게임 엔진은 사각형 대신에 육각형의 타일을 바탕으로 하고 있다. 한 문명은 과학기술연구, 외교, 경제 개발, 정부, 군사 정복을 수행하며 발전해 나간다.

## 문명별 지도자 및 특수 유닛
다음은 문명 V 기본 게임에서 플레이 가능한 25개의 문명의 목록이다. 각 문명들은 고유 유닛 혹은 고유 건물을 가지고 있으며, 한가지의 고유 능력을 가지고 있다. 정식 발매 이후, 10월과 12월에 이어서 각각 바빌론과 몽골, 스페인과 잉카가 추가되었다. 2011년 3월에는 폴리네시아가 추가되었고, 5월에는 바이킹 문명인 덴마크가 추가되었다. 또한 8월에는 한국 문명이 추가되었다.

### 기존 문명 V의 문명
| 문명      | 지도자         | 수도         | 고유 유닛 1                          | 고유 유닛 2                    | 고유 건물                       | 고유 시설   | 고유 능력 이름                      |
| --------- | -------------- | ------------ | ------------------------------------ | ------------------------------ | ------------------------------- | ----------- | ----------------------------------- |
| 미국      | 조지 워싱턴    | 워싱턴D.C.   | 민병대(Minutemen)                    | B17 폭격기                     | 없음                            | 없음        | 천명                                |
| 아라비아  | 하룬 알 라시드 | 메카         | 낙타 궁수(Camel Archer)              | 없음                           | 바자르(Bazaar)                  | 없음        | 사막의 배(Ships of the Desert)      |
| 아즈텍    | 몬테수마       | 테노치티틀란 | 재규어 전사(Jaguar)                  | 없음                           | 수상 정원(Floating Gardens)     | 없음        | 포로 인신 공양                      |
| 중국      | 측천무후       | 북경         | 연노병(Chu-Ko-Nu)                    | 없음                           | 종이 공방(Paper Maker)          | 없음        | 손자병법                            |
| 이집트    | 람세스 2세     | 테베         | 전투 전차(War Chariot)               | 없음                           | 왕릉(Burial Tomb)               | 없음        | 불가사의 건축가                     |
| 잉글랜드  | 엘리자베스 1세 | 런던         | 장궁병                               | 전열함(Ship of the Line)       | 없음                            | 없음        | 해가 지지 않는 나라(Sun Never Sets) |
| 프랑스    | 나폴레옹       | 파리         | 총사대(Musketeer)                    | 없음                           | 없음                            | 프랑스식 성 | 빛의 도시                           |
| 독일      | 비스마르크     | 베를린       | 팬저                                 | 없음                           | 한자                            | 없음        | 튜턴족의 분노                       |
| 그리스    | 알렉산더       | 아테네       | 장갑보병(Hoplite)                    | 헤타이로이 (Companion Cavalry) | 없음                            | 없음        | 그리스 동맹                         |
| 인도      | 간디           | 델리         | 전투 코끼리(War Elephant)            | 없음                           | 무굴 요새(Mughal Fort)          | 없음        | 인구 성장                           |
| 이로쿼이  | 히아와타       | 오논다가     | 모호크족 전사(Mohawk Warrior)        | 없음                           | 롱하우스(Longhouse)             | 없음        | 위대한 출정                         |
| 일본      | 오다 노부나가  | 교토         | 사무라이                             | 제로센                         | 없음                            | 없음        | 무사도                              |
| 오스만    | 술레이만 1세   | 이스탄불     | 예니체리(Janissary)                  | 시파히(Sipahi)                 | 없음                            | 없음        | 바르바리 해적                       |
| 페르시아  | 다리우스 1세   | 페르세폴리스 | 불멸자(Immortal)                     | 없음                           | 사트라프의 관청(Satrap’s Court) | 없음        | 아케메네스의 유산                   |
| 로마 제국 | 아우구스투스   | 로마         | 군단병(Legion)                       | 발리스타(Ballista)             | 없음                            | 없음        | 로마의 영광                         |
| 러시아    | 예카테리나 2세 | 모스크바     | 코사크(Cossack)                      | 없음                           | 크리아포스트(Krepost)           | 없음        | 시베리아의 풍요                     |
| 시암      | 람캄행         | 수코타이     | 나레수안 코끼리(Naresuan’s Elephant) | 없음                           | 와트(Wat)                       | 없음        | 군신은 부자와 같다                  |
| 송가이    | 아스키아       | 가오         | 만데칼루 기병대(Mandekalu Cavalry)   | 없음                           | 진흙 피라미드 모스크            | 없음        | 수로의 지배자                       |

### DLC에 의해 추가된 문명
| 문명        | 지도자         | 수도     | 고유 유닛 1  | 고유 유닛 2                | 고유 건물                    | 고유 시설   | 고유 능력 이름                    |
| ----------- | -------------- | -------- | ------------ | -------------------------- | ---------------------------- | ----------- | --------------------------------- |
| 바빌론 제국 | 네부카드네자르 | 바빌론   | 궁병(Bowman) | 없음                       | 바빌론 성벽(Babylonian Wall) | 없음        | 독창성                            |
| 몽골        | 칭기즈 칸      | 카라코룸 | 케식         | 칸                         | 없음                         | 없음        | 공포의 몽골                       |
| 스페인      | 이사벨라 1세   | 마드리드 | 테르시오     | 콩키스타도르(Conquistador) | 없음                         | 없음        | 일곱 개의 황금 도시               |
| 잉카 제국   | 파차쿠티       | 쿠스코   | 투석병사     | 없음                       | 없음                         | 계단식 농장 | 위대한 안데스인의 길              |
| 폴리네시아  | 카메하메하 1세 | 호놀룰루 | 마오리 전사  | 없음                       | 없음                         | 모아이      | 활로 탐색                         |
| 덴마크      | 하랄 블로탄    | 코펜하겐 | 광전사       | 노르웨이 스키 보병         | 없음                         | 없음        | 바이킹의 분노                     |
| 한국        | 세종대왕       | 서울     | 화차(신기전) | 거북선                     | 없음                         | 없음        | 집현전(Scholars of the Jade Hall) |

### 신과 왕(Gods and Kings)에서 추가된 문명
| 문명       | 지도자              | 수도         | 고유 유닛 1          | 고유 유닛 2 | 고유 건물     | 고유 시설 | 고유 능력 이름        |
| ---------- | ------------------- | ------------ | -------------------- | ----------- | ------------- | --------- | --------------------- |
| 네덜란드   | 빌렘 1세            | 암스테르담   | 제고이센(Sea Beggar) | 없음        | 없음          | 간척지    | 네덜란드 동인도 회사  |
| 마야       | 키니치 하나브 파칼  | 팔렝케       | 아틀라틀 투창병      | 없음        | 마야 피라미드 | 없음      | 마야 역법             |
| 비잔틴     | 테오도라            | 콘스탄티노플 | 카타프락토이         | 드로몬      | 없음          | 없음      | 콘스탄티노플 총대주교 |
| 스웨덴     | 구스타부스 아돌푸스 | 스톡홀름     | 하카펠리타           | 캐롤리언    | 없음          | 없음      | 노벨상                |
| 에티오피아 | 하일레 셀라시에 1세 | 아디스아바바 | 메할 세파리          | 없음        | 스텔레        | 없음      | 아두와 전투의 정신    |
| 오스트리아 | 마리아 테레지아     | 빈           | 후사르               | 없음        | 카페          | 없음      | 정략 결혼             |
| 카르타고   | 디도                | 카르타고     | 아프리카 숲 코끼리   | 오단노선    | 없음          | 없음      | 페니키아의 계승자     |
| 켈트족     | 부디카              | 에든버러     | 픽트족 전사          | 없음        | 연회장        | 없음      | 드루이드교 전승       |
| 훈족       | 아틸라              | 아틸라 궁정  | 궁기병               | 공성추      | 없음          | 없음      | 신의 재앙             |

### 멋진 신세계(Brave New World)에서 추가된 문명
| 문명       | 지도자             | 수도           | 고유 유닛 1      | 고유 유닛 2   | 고유 건물     | 고유 시설            | 고유 능력 이름  |
| ---------- | ------------------ | -------------- | ---------------- | ------------- | ------------- | -------------------- | --------------- |
| 모로코     | 아흐마드 알 만수르 | 마라케시       | 베르베르 기병대  | 없음          | 없음          | 카스바               | 아프리카의 관문 |
| 베네치아   | 엔리코 단돌로      | 베네치아       | 대형 갈레아스    | 베니스의 상인 | 없음          | 없음                 | 세레니시마      |
| 브라질     | 페드로 2세         | 리우데자네이루 | 프라싱야         | 없음          | 없음          | 브라질 소방목 야영지 | 카니발          |
| 쇼숀       | 포카텔로           | 모손 카흐니    | 길잡이           | 코만치 기마병 | 없음          | 없음                 | 대확장          |
| 아시리아   | 아슈르바니팔       | 아수르         | 공성탑           | 없음          | 왕립 도서관   | 없음                 | 니네베의 보물   |
| 인도네시아 | 가자 마다          | 자카르타       | 크리스 검사      | 없음          | 찬디          | 없음                 | 향료의 섬       |
| 줄루족     | 샤카               | 울룬디         | 임피             | 없음          | 이칸다        | 없음                 | 이클와          |
| 포르투갈   | 마리아 1세         | 리스본         | 나우             | 없음          | 없음          | 포르투갈 교역소      | 닫힌 지중해     |
| 폴란드     | 카지미에시 3세     | 바르샤바       | 날개 달린 후사르 | 없음          | 공작의 마구간 | 없음                 | 연대            |

## 한국에서의 문명 V
한국에서는 출시 초기 대표적인 중독성 게임으로 알려졌으며 이것이 “문명”과 “운명하셨습니다”가 결합된 “문명하셨습니다”와 같은 신조어를 만들어내거나, 중독성을 비유하고 풍자하는 각종 패러디물의 등장으로 이어지기도 했다. 또한 게임의 특성상 타 문명에 대해 폭력성과 비폭력성을 수반한 외교적 행위를 가할 수 밖에 없는데 게임상에 출연하는 각 문명의 지도자 중 비폭력주의자로 잘 알려진 간디가 출연하면서 그의 강압적인 행위나 발언이 화제가 되기도 했고, 이를 소재로 한 패러디물이나 신조어 또한 게임과 함께 유행하기도 했다. 그리하여 한국에서의 유명세로 인해서 문명 V 한국어 공식 웹페이지도 생겼고 2011년 3월 29일 정식 한글 패치가 무료로 배포되었다. 또한 2011년 8월, 한국 문명의 지도자가 세종대왕으로 결정되었으며, 같은 달 12일, 한국 문명 DLC가 고대 불가사의 DLC와 함께 출시되었다. 그리고 세종대왕의 더빙 목소리가 세종대왕의 근엄함과 맞지 않고, 더빙한 것이 꼭 국어 교과서를 읽은 듯한 어조없는 발음에 대해 화제가 되기도 했으며("조선의 궁궐에 당도한 것을 환영하오, 낯선 이여. 나는 나의 백성을 굽어살피는 깨우친 임금 세종이오." 등), 이를 소재로 한 패러디물이나 신조어 또한 게임과 함께 유행하고 있다.

## 문명 V 확장팩
문명5 확장팩인 '신과 왕(Gods and Kings)'이 북미지역에 2012년 6월 19일, 한국을 포함한 해외에는 6월 22일에 출시되었다. 종교와 스파이 시스템등이 추가되었다.
문명5 두 번째 확장팩인 '멋진 신세계(Brave New World)'는 북미지역에 2013년 7월 9일, 한국을 포함한 해외에는 7월 12일에 출시되었다. 여러 가지 시나리오들이 추가되었다.

## 컴플리트 에디션
문명 5 컴플리트 에디션은 문명 5의 모든 DLC와 확장팩이 포함된 버전을 말한다. 기본 문명 5와 신과 왕, 멋진 신세계 확장팩, 새로운 시나리오들, 맵들, 문명들이 포함되어 있다. 2014년 2월 5일 출시됐다.

## 평가
| 평가 |                     |
| --- | ------------------- |
| 통합 점수 통합사 점수 게임랭킹스 89.17% (49 reviews) [ 9 ] 메타크리틱 90/100 (70 reviews) [ 10 ] 평론 점수 평론사 점수 1UP.com C [ 11 ] 유로게이머 8/10 [ 12 ] G4 5/5 [ 13 ] 게임 인포머 9.75/10 [ 14 ] 게임스팟 9.0/10 [ 15 ] 게임트레일러스 9.4/10 [ 16 ] IGN 9.0/10 [ 17 ] PC 게이머 (US) 93/100 [ 18 ] |                     |
| 통합 점수 |                     |
| 통합사 | 점수                |
| 게임랭킹스 | 89.17% (49 reviews) |
| 메타크리틱 | 90/100 (70 reviews) |
| 평론 점수 |                     |
| 평론사 | 점수                |
| 1UP.com | C                   |
| 유로게이머 | 8/10                |
| G4 | 5/5                 |
| 게임 인포머 | 9.75/10             |
| 게임스팟 | 9.0/10              |
| 게임트레일러스 | 9.4/10              |
| IGN | 9.0/10              |
| PC 게이머 (US) | 93/100              |